# Olympique Dcheira
Maillots
Actualités
L'Olympique Dcheira, plus connus comme l'OD, est un club sportif marocain de football basé dans la région de Souss-Massa exactement à la ville de Dcheira El Jihadia, commune urbaine de la Préfecture d'Inezgane-Aït Melloul, mitoyenne de la ville d'Inezgane. Fondé en 1940 par les résistants marocains de souss.
Détenteur de la Coupe d'excellence, l'olympique évolue en Botola Pro1 depuis la saison actuelle étant nouveau promu.

## Histoire
C'est en 1940 que l’association omnisports Olympique Dcheira fut créé par les résistants marocains de la ville, et depuis, l'OD a commencé ses activités sportives sous la LMFA. De son prestige nationale, l’association sportive de Dcheira participe de 1944 à 1955 au dynamisme national lancé par les équipes marocains du mouvement nationale pour l’Indépendance du Maroc. En 1960 les adhérents du club portent soutien aux efforts d’aide des victimes du séisme d’Agadir.
Durant l’assemblée générale extraordinaire de 1961 vote pour la régularisation de l’équipe de football et de son adhésions au FRMF, et c'est donc de ce fut que l'OD participe aux  compétitions de division d’honneur de 1962 à 1986, au seins des compétitions de la division amateur 2 jusqu'à 1996, l'an où l'équipe réalisera sa montée en division amateur 1. À partir de 2014 l’Olympique participe aux compétitions de la Botola Pro2. Ainsi, l'Olympique de Dcheira réussit la performance d'atteindre les quarts de finale de la coupe du trône lors de la saison 2003/2004.

## Palmarès
- Coupe d'excellence (1):
  - Vainqueur : 2025